# Samugheo
Samugheo é uma comuna italiana da região da Sardenha, província de Oristano, com cerca de 3.512 habitantes. Estende-se por uma área de 81 km², tendo uma densidade populacional de 43 hab/km². Faz fronteira com Allai, Asuni, Atzara (NU), Busachi, Laconi (NU), Meana Sardo (NU), Ortueri (NU), Ruinas, Sorgono (NU).